# Salatíny
Salatíny jsou geomorfologickou částí Ďumbierských Tater. Zabírají severozápadní část Nízkých Tater a nejvyšším vrchem této části je Salatín (1630 m n. m.).

## Vymezení
Území zabírá severní část západní poloviny Ďumbierských a tedy i celých Nízkých Tater. Na západě sousedí Zvolen a Revúcké Podolí, oba podcelky Velké Fatry, východně od Ružomberka se rozprostírá Liptovská kotlina s částí Ľubelská pahorkatina, která vymezuje Salatín ze severu. Východní a jižní okraj přechází do částí Nízkých Tater, konkrétně Demänovských vrchů a Ďumbiera na východě a Prašivé s Lúžňanskou kotlinou na jihu. 

## Ochrana území
Celá část pohoří leží v Národním parku Nízké Tatry, resp. jeho ochranném pásmu. Zvláště chráněnou lokalitou je národní přírodní rezervace Salatín, národní přírodní památka Brankovský vodopád a přírodní památka Dogerské Skaly. 

## Turismus
Turisticky vyhledávaná je zejména oblast vrchu Salatín (1630 m n. m.), kde vedou i značené stezky. Těch není v této části pohoří hodně a i proto patří Salatín k méně navštěvovaným částem Nízkých Tater. 